# Macroprotodon brevis
La culebra de cogulla occidental (Macroprotodon brevis) es una especie de serpiente de la familia Colubridae.

## Descripción
Ofidio de cabeza relativamente corta, deprimida y hocico especialmente corto, con el ojo relativamente pequeño y pupila redondeada. Cuerpo largo y cilíndrico con la cola relativamente corta con una longitud total entre 148-598 mm. De coloración mayoritariamente grisácea, con una banda oscura en la cabeza en forma de uve y un collar nucal oscuro, tiene cinco líneas longitudinales de pequeñas manchas oscuras y el vientre de fondo blanquecino o grisáceo con manchas oscuras con diseño ajedrezado. La mancha en uve y el collar nucal son los mejores caracteres para el reconocimiento de la especie entre el resto de los colubridos ibéricos.

## Distribución
Muestra la distribución más occidental dentro del género Macroprotodon. En el norte del Mediterráneo ocupa la mitad meridional de la península ibérica y en el sur, el oeste de Marruecos y en los territorios de Ceuta y Melilla.
En la Península, por el oeste, su límite norte se sitúa en el río Túa tributario del río Duero, a través de este río penetra en territorio español, en los Arribes del Duero, provincia de Zamora (población actualmente aislada). Se halla ausente de la mayoría de Castilla y León, pues solo ocupa el extremo sur de Salamanca, no sobrepasando hacia el norte el Sistema Central. Ampliamente distribuida por Extremadura y el sur de Castilla-La Mancha en la cuenca del río Guadiana, así como en Sierra Morena. En la mitad sur de Portugal, así como en las provincias occidentales de Andalucía, es abundante rarificándose progresivamente hacia el este.
En general habita en el cuadrante más cálido y húmedo de la península ibérica, el suroccidental, y en la mitad sur ibérica está ausente de las zonas con mayor continentalidad.

## Hábitat

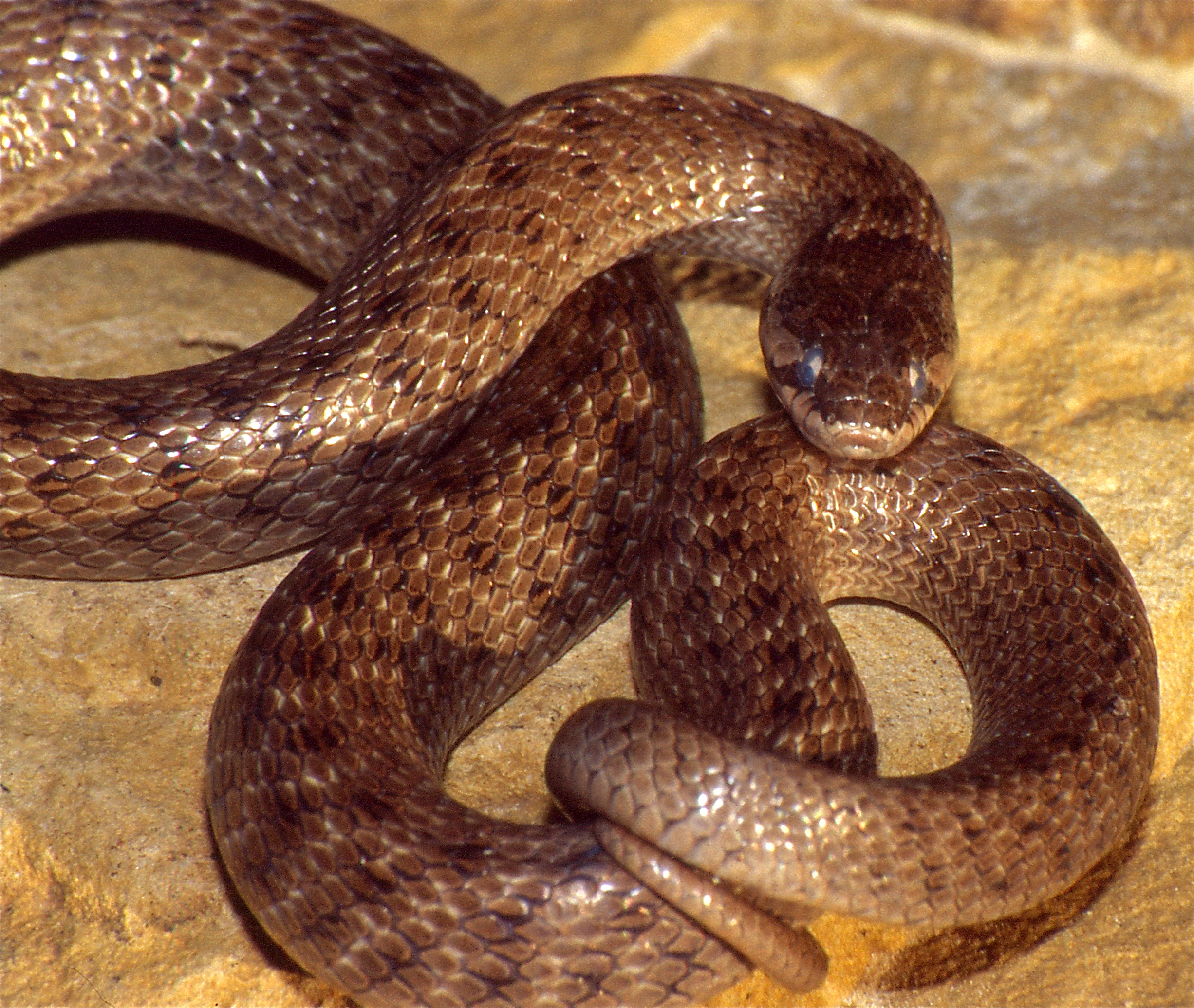
ejemplar de culebra de cogulla occidental fotografiado en la reserva natural de Torcal, en Antequera, Málaga

Bioclimáticamente ocupa los pisos termo y mesomediterráneo, aunque en el sureste ibérico también el supramediterráneo, requiere la presencia de suelos relativamente blandos, bien estructurados, donde su actividad minadora se vea favorecida y con abundantes refugios, normalmente piedras. Por ello se suelen encontrar, en las proximidades de arroyos o puntos de agua, en claros de bosque o zonas adehesadas, en general en hábitat protegidos del estiaje.
La culebra de cogulla occidental difícilmente se localiza en el exterior, es sublapidícola, esperando la llegada de sus presas bajo las piedras que ocupa. Se alimenta exclusivamente de reptiles: Blanus cinereus representa el 50% de las presas, además de Psammodromus algirus y P. hispanicus y Chalcides bedriagai, en general se decanta hacia presas de cuerpo alargado, minadoras o sublapidícolas.

## Depredación
Entre los reptiles Malpolon monspessulanus, entre las aves Milvus milvus y Herpestes ichneumon entre los mamíferos. Puede practicar el canibalismo.

## Amenazas
Clasificada como Casi Amenazada (NT) por su probable declive debido a la amplia pérdida de hábitat en gran parte de su área de distribución, debido a la agricultura intensiva y la persecución por el hombre. La reciente proliferación del jabalí Sus scrofa, le afecta negativamente, al tener una frecuencia de reproducción bienal y un tamaño de puesta reducida.